# Narodni tehnični muzej (Praga)
Narodni tehnični muzej (češko Národní technické muzeum) v Pragi je največji češki muzej namenjen shranjevanju in prikazovanju tehniške dediščine. Ustanovljen je bil leta 1908, na trenutni lokaciji ob parku Letná pa je od leta 1941.
Na velikem razstavnem prostoru je predstavljenih približno 15% muzejskih zbirk. Središče tvori na vrhu zastekljena ter z galerijami obdana glavna dvorana, kjer so na ogled zrakoplovi, kopenska vozila in parni stroji. Stranske galerije pripovedujejo zgodbo o kolesu in navigaciji, od splavljenja lesa po Vltavi do prevoza rude čez ocean na češki tovorni ladji Koske. Globoko pod zemljo je model premogovnika, v drugih oddelkih pa so na ogled še razstave o času, zvoku, geodeziji, fotografiji in astronomiji.
Poleg javnih razstav ima muzej velik arhiv z zgodovinskimi dokumenti in približno 250.000 knjigami.